# Dąbrówka (Krasocin)
Pour les articles homonymes, voir Dąbrówka.
Dąbrówka est une localité polonaise de la gmina de Krasocin, située dans le powiat de Włoszczowa en voïvodie de Sainte-Croix.